# Lehendakari
Lehendakari é uma palavra na língua basca que significa literalmente "primeiro responsável" e é a denominação que recebe o presidente do País Basco, o Eusko Jaurlaritzako Lehendakari ("Presidente do Governo Basco").

## Presidentes do País Basco
Tanto Aguirre como Leizaola utilizaram o título de lendakari e Ramón Rubial foi conhecido como Presidente do Conselho Geral Basco. Somente a partir de Garaikoetxea se utilizou a forma moderna lehendakari, usada tanto em textos em euskera como em castelhano.

### Governo de Euzkadi
Durante a Segunda República Espanhola e o exílio (1936-1978):
- 1936-1960: José Antonio Aguirre y Lecube (PNB) (no exílio desde 1937)
- 1960-1979: Jesús María de Leizaola Sánchez (PNB) (no exílio)

### Conselho Geral Basco
De 1978 a 1980:
- 1978-1979: Ramón Rubial Cavia (Partido Socialista de Euskadi) (oficialmente não é reconhecido como lehendakari, visto que somente presidiu um órgão de carácter transitório)

### Governo Basco
Desde 1980:
- 1979-1985: Carlos Garaikoetxea Urriza (PNB)
- 1985-1999: José Antonio Ardanza Garro (PNB)
- 1999-2009: Juan José Ibarretxe Markuartu (PNB)
- 2009-2012: Patxi López Álvarez (PSE)
- 2012-atualidade: Iñigo Urkullu (PNB)